# Augenweide

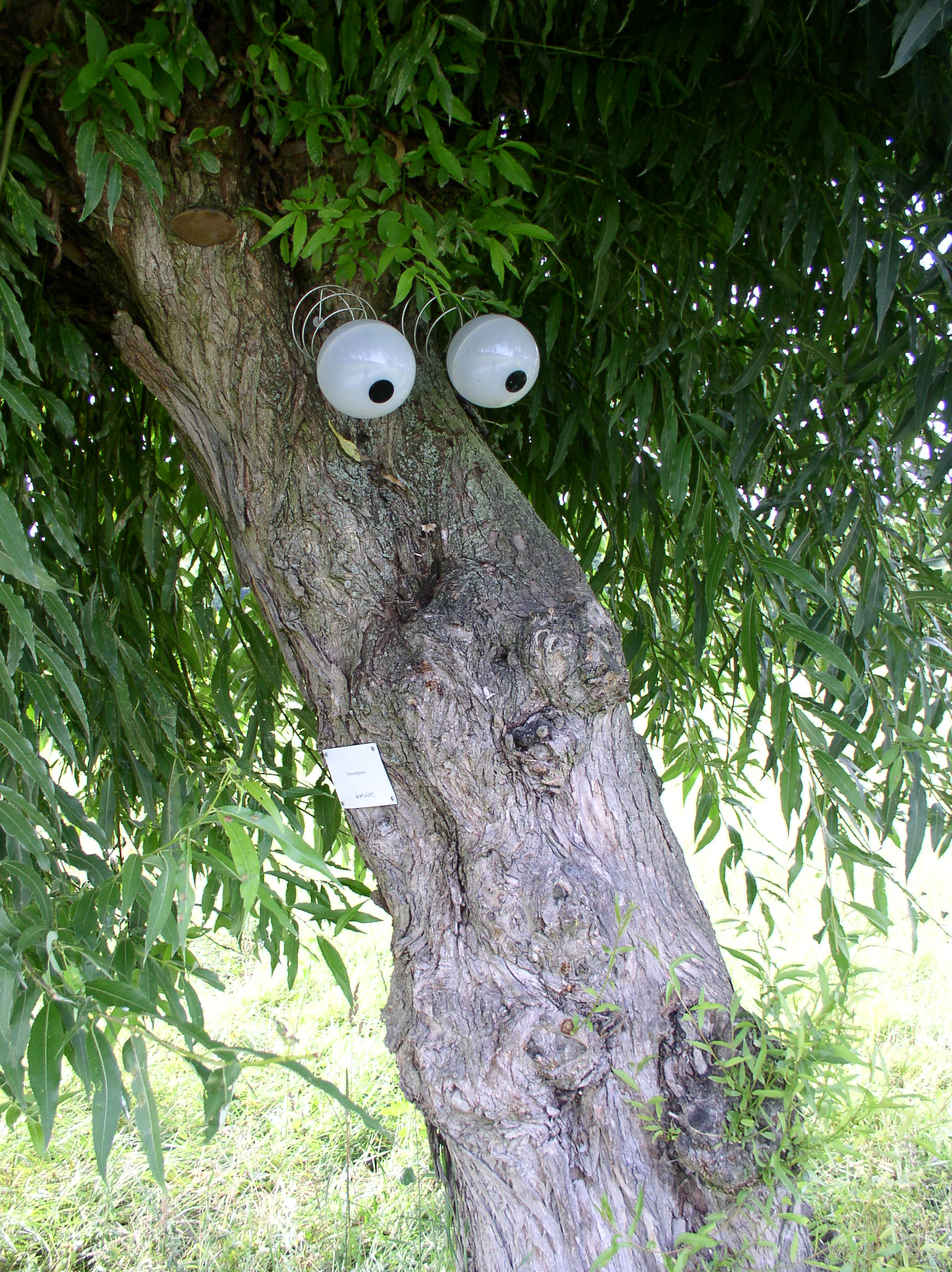
Der Zeichner und Autor F. K. Waechter nahm den Begriff „Augenweide“ wörtlich und entwarf den Struwwelpeter-Baum, einen leicht modifizierten Weidenbaum in der Reihe Komische Kunst im Frankfurter Grüngürtel

Mit dem Substantiv Augenweide wird im Deutschen ein sehr schöner und wohltuender Anblick beschrieben. Der Begriff leitet sich nicht von den heutigen Bedeutungen Weide als landwirtschaftliche Nutzfläche oder von der Pflanzengattung Weiden (Salix) ab, sondern von der mittelhochdeutschen Bedeutung von „Weide“ als Labsal oder Speise. Synonym für Augenweide kann Augenschmaus sein.
Bereits im  Nibelungenlied wurde von einer ougen weide gesprochen. Im Mittelalter sang etwa Hesso von Rinach: Mines libes ougenweide/Dast diu liebu frowe min.
An die mittelalterliche Schreibweise spielte etwa die Musikgruppe Ougenweide mit ihrem Namen an. Das Filmfest Schleswig-Holstein trug bis 2013 den Namen Augenweide.
Im Wettbewerb Schönstes bedrohtes Wort gehörte es zu den 47 Wörtern, die sechs Mal oder häufiger eingesandt wurden.